# Tour de France 2013 – 13. etap
13. etap kolarskiego wyścigu Tour de France 2013 odbył się 12 lipca. Start etapu miał miejsce w miejscowości Tours, zaś meta w Saint-Amand-Montrond. Etap liczył 173 kilometry.
Zwycięzcą etapu został Mark Cavendish. Drugie miejsce zajął Peter Sagan, a trzecie Bauke Mollema.

## Premie
| Rodzaj | Rodzaj           | Miejscowość / Miejsce | Kilometry (od startu) | Kilometry (do mety) |
| ------ | ---------------- | --------------------- | --------------------- | ------------------- |
|        | Górska (IV kat.) | Côte de Crotz         | 77,5                  | 95,5                |
|        | Lotna            | Saint-Aoustrille      | 112,5                 | 60,5                |

### Wyniki na premiach
| Górska – Côte de Crotz | Górska – Côte de Crotz | Górska – Côte de Crotz | Górska – Côte de Crotz | Górska – Côte de Crotz |
| Msc.                   | Zawodnik               | Zespół                 | Punkty                 |                        |
| ---------------------- | ---------------------- | ---------------------- | ---------------------- | ---------------------- |
| 1.                     | Pierre Rolland         | EUC                    | 1                      |                        |

| Lotna – Saint-Aoustrille | Lotna – Saint-Aoustrille     | Lotna – Saint-Aoustrille | Lotna – Saint-Aoustrille | Lotna – Saint-Aoustrille |
| Msc.                     | Zawodnik                     | Zespół                   | Punkty                   |                          |
| ------------------------ | ---------------------------- | ------------------------ | ------------------------ | ------------------------ |
| 1.                       | André Greipel                | LTB                      | 20                       |                          |
| 2.                       | Mark Cavendish               | OPQ                      | 17                       |                          |
| 3.                       | Peter Sagan                  | CAN                      | 15                       |                          |
| 4.                       | Juan Antonio Flecha Giannoni | VCD                      | 13                       |                          |
| 5.                       | Fabio Sabatini               | CAN                      | 11                       |                          |
| 6.                       | Matteo Tosatto               | TST                      | 10                       |                          |
| 7.                       | Daniele Bennati              | TST                      | 9                        |                          |
| 8.                       | Niki Terpstra                | OPQ                      | 8                        |                          |
| 9.                       | Michael Rogers               | TST                      | 7                        |                          |
| 10.                      | Tony Martin                  | OPQ                      | 6                        |                          |
| 11.                      | Alberto Contador             | TST                      | 5                        |                          |
| 12.                      | Maxime Monfort               | RTL                      | 4                        |                          |
| 13.                      | Robert Gesink                | BEL                      | 3                        |                          |
| 14.                      | Roman Kreuziger              | TST                      | 2                        |                          |
| 15.                      | Maarten Wynants              | BEL                      | 1                        |                          |

## Wyniki etapu
| Msc. | Zawodnik               | Państwo           | Zespół                  | Czas       | Punkty |
| ---- | ---------------------- | ----------------- | ----------------------- | ---------- | ------ |
| 1.   | Mark Cavendish         | Wielka Brytania   | Omega Pharma-Quick Step | 3h 40' 08” | 45     |
| 2.   | Peter Sagan            | Słowacja          | Cannondale              | + 0"       | 35     |
| 3.   | Bauke Mollema          | Holandia          | Belkin Pro Cycling      | + 0"       | 30     |
| 4.   | Jakob Fuglsang         | Dania             | Astana Pro Team         | + 0"       | 26     |
| 5.   | Niki Terpstra          | Holandia          | Omega Pharma-Quick Step | + 0"       | 22     |
| 6.   | Roman Kreuziger        | Czechy            | Team Saxo-Tinkoff       | + 0"       | 20     |
| 7.   | Alberto Contador       | Hiszpania         | Team Saxo-Tinkoff       | + 0"       | 18     |
| 8.   | Laurens ten Dam        | Holandia          | Belkin Pro Cycling      | + 0"       | 16     |
| 9.   | Sylvain Chavanel       | Francja           | Omega Pharma-Quick Step | + 6”       | 14     |
| 10.  | Michael Rogers         | Australia         | Team Saxo-Tinkoff       | + 9”       | 12     |
| 11.  | Nicolas Roche          | Irlandia          | Team Saxo-Tinkoff       | + 11"      | 10     |
| 12.  | Daniele Bennati        | Włochy            | Team Saxo-Tinkoff       | + 17"      | 8      |
| 13.  | Maciej Bodnar          | Polska            | Cannondale              | + 19”      | 6      |
| 14.  | Matteo Tosatto         | Włochy            | Team Saxo-Tinkoff       | + 53"      | 4      |
| 15.  | André Greipel          | Niemcy            | Lotto-Belisol           | + 1' 09”   | 2      |
| 16.  | Michał Kwiatkowski     | Polska            | Omega Pharma-Quick Step | + 1' 09”   | —      |
| 17.  | William Bonnet         | Francja           | FDJ.fr                  | + 1' 09"   | —      |
| 18.  | Anthony Delaplace      | Francja           | Sojasun                 | + 1' 09"   | —      |
| 19.  | Daniel Martin          | Irlandia          | Garmin-Sharp            | + 1' 09"   | —      |
| 20.  | John Degenkolb         | Niemcy            | Team Argos-Shimano      | + 1' 09"   | —      |
| 21.  | Cadel Evans            | Australia         | BMC Racing Team         | + 1' 09"   | —      |
| 22.  | Jean-Christophe Péraud | Francja           | Ag2r-La Mondiale        | + 1' 09"   | —      |
| 23.  | Andy Schleck           | Luksemburg        | RadioShack-Leopard      | + 1' 09"   | —      |
| 24.  | Koen de Kort           | Holandia          | Team Argos-Shimano      | + 1' 09"   | —      |
| 25.  | Nairo Quintana         | Kolumbia          | Movistar Team           | + 1' 09"   | —      |
| 26.  | Chris Froome           | Wielka Brytania   | Sky Procycling          | + 1' 09"   | —      |
| 27.  | Matteo Trentin         | Włochy            | Omega Pharma-Quick Step | + 1' 09"   | —      |
| 28.  | Simon Gerrans          | Australia         | Orica GreenEDGE         | + 1' 09"   | —      |
| 29.  | Maxime Monfort         | Belgia            | RadioShack-Leopard      | + 1' 09"   | —      |
| 30.  | Andrew Talansky        | Stany Zjednoczone | Garmin-Sharp            | + 1' 09"   | —      |

## Klasyfikacje po etapie

### Klasyfikacja generalna
| Msc. | Zawodnik                   | Państwo           | Zespół                     | Czas        |
| ---- | -------------------------- | ----------------- | -------------------------- | ----------- |
|      | Chris Froome               | Wielka Brytania   | Sky Procycling             | 51h 00' 30" |
| 2.   | Bauke Mollema              | Holandia          | Belkin Pro Cycling         | + 2' 28"    |
| 3.   | Alberto Contador           | Hiszpania         | Team Saxo-Tinkoff          | + 2' 45"    |
| 4.   | Roman Kreuziger            | Czechy            | Team Saxo-Tinkoff          | + 2' 48"    |
| 5.   | Laurens ten Dam            | Holandia          | Belkin Pro Cycling         | + 3' 01"    |
| 6.   | Jakob Fuglsang             | Dania             | Astana Pro Team            | + 4' 39"    |
| 7.   | Michał Kwiatkowski         | Polska            | Omega Pharma-Quick Step    | + 4' 44"    |
| 8.   | Nairo Quintana             | Kolumbia          | Movistar Team              | + 5' 18"    |
| 9.   | Jean-Christophe Péraud     | Francja           | Ag2r-La Mondiale           | + 5' 39"    |
| 10.  | Joaquim Rodríguez Oliver   | Hiszpania         | Katusha Team               | + 5' 48"    |
| 11.  | Daniel Martin              | Irlandia          | Garmin-Sharp               | + 5' 52"    |
| 12.  | Cadel Evans                | Australia         | BMC Racing Team            | + 6' 54"    |
| 13.  | Michael Rogers             | Australia         | Team Saxo-Tinkoff          | + 7' 28"    |
| 14.  | Andy Schleck               | Luksemburg        | RadioShack-Leopard         | + 8' 32"    |
| 15.  | Maxime Monfort             | Belgia            | RadioShack-Leopard         | + 10' 16"   |
| 16.  | Alejandro Valverde         | Hiszpania         | Movistar Team              | + 12' 10"   |
| 17.  | Andrew Talansky            | Stany Zjednoczone | Garmin-Sharp               | + 13' 11"   |
| 18.  | Rui Alberto Faria da Costa | Portugalia        | Movistar Team              | + 14' 22"   |
| 19.  | Daniel Navarro             | Hiszpania         | Cofidis, Solutions Crédits | + 14' 50"   |
| 20.  | Sylvain Chavanel           | Francja           | Omega Pharma-Quick Step    | + 14' 57"   |

### Klasyfikacja punktowa
| Msc. | Zawodnik                     | Państwo           | Zespół                  | Punkty |
| ---- | ---------------------------- | ----------------- | ----------------------- | ------ |
|      | Peter Sagan                  | Słowacja          | Cannondale              | 357    |
| 2.   | Mark Cavendish               | Wielka Brytania   | Omega Pharma-Quick Step | 273    |
| 3.   | André Greipel                | Niemcy            | Lotto-Belisol           | 217    |
| 4.   | Marcel Kittel                | Niemcy            | Team Argos-Shimano      | 177    |
| 5.   | Alexander Kristoff           | Norwegia          | Katusha Team            | 157    |
| 6.   | Juan Antonio Flecha Giannoni | Hiszpania         | Vacansoleil-DCM         | 110    |
| 7.   | José Joaquín Rojas Gil       | Hiszpania         | Movistar Team           | 102    |
| 8.   | Michał Kwiatkowski           | Polska            | Omega Pharma-Quick Step | 101    |
| 9.   | Danny van Poppel             | Holandia          | Vacansoleil-DCM         | 87     |
| 10.  | Daryl Impey                  | Południowa Afryka | Orica GreenEDGE         | 76     |
| 11.  | Samuel Dumoulin              | Francja           | Ag2r-La Mondiale        | 72     |
| 12.  | Francesco Gavazzi            | Włochy            | Astana Pro Team         | 66     |
| 13.  | Juan José Lobato             | Hiszpania         | Euskaltel-Euskadi       | 65     |
| 14.  | Thomas De Gendt              | Belgia            | Vacansoleil-DCM         | 63     |
| 15.  | Roberto Ferrari              | Włochy            | Lampre-Merida           | 58     |

### Klasyfikacja górska
| Msc. | Zawodnik              | Państwo           | Zespół            | Punkty |
| ---- | --------------------- | ----------------- | ----------------- | ------ |
|      | Pierre Rolland        | Francja           | Team Europcar     | 50     |
| 2.   | Chris Froome          | Wielka Brytania   | Sky Procycling    | 33     |
| 3.   | Richie Porte          | Australia         | Sky Procycling    | 28     |
| 4.   | Nairo Quintana        | Kolumbia          | Movistar Team     | 26     |
| 5.   | Mikel Nieve Iturralde | Hiszpania         | Euskaltel-Euskadi | 21     |
| 6.   | Alejandro Valverde    | Hiszpania         | Movistar Team     | 20     |
| 7.   | Simon Clarke          | Australia         | Orica GreenEDGE   | 15     |
| 8.   | Thomas De Gendt       | Belgia            | Vacansoleil-DCM   | 14     |
| 9.   | Peter Kennaugh        | Wielka Brytania   | Sky Procycling    | 14     |
| 10.  | Daniel Martin         | Irlandia          | Garmin-Sharp      | 13     |
| 11.  | Thomas Danielson      | Stany Zjednoczone | Garmin-Sharp      | 12     |
| 12.  | Blel Kadri            | Francja           | Ag2r-La Mondiale  | 12     |
| 13.  | Ryder Hesjedal        | Kanada            | Garmin-Sharp      | 12     |
| 14.  | Romain Bardet         | Francja           | Ag2r-La Mondiale  | 10     |
| 15.  | Bart De Clercq        | Belgia            | Lotto-Belisol     | 10     |

### Klasyfikacja młodzieżowa
| Msc. | Zawodnik               | Państwo           | Zespół                     | Czas         |
| ---- | ---------------------- | ----------------- | -------------------------- | ------------ |
|      | Michał Kwiatkowski     | Polska            | Omega Pharma-Quick Step    | 51h 05' 14"  |
| 2.   | Nairo Quintana         | Kolumbia          | Movistar Team              | + 34"        |
| 3.   | Andrew Talansky        | Stany Zjednoczone | Garmin-Sharp               | + 8' 27"     |
| 4.   | Romain Bardet          | Francja           | Ag2r-La Mondiale           | + 15' 51"    |
| 5.   | Tejay van Garderen     | Stany Zjednoczone | BMC Racing Team            | + 33' 24"    |
| 6.   | Arthur Vichot          | Francja           | FDJ.fr                     | + 39' 41"    |
| 7.   | Thibaut Pinot          | Francja           | FDJ.fr                     | + 40' 45"    |
| 8.   | Alexis Vuillermoz      | Francja           | Sojasun                    | + 44' 12"    |
| 9.   | Peter Sagan            | Słowacja          | Cannondale                 | + 48' 14"    |
| 10.  | Tom Dumoulin           | Holandia          | Team Argos-Shimano         | + 50' 13"    |
| 11.  | Jon Izaguirre Insausti | Hiszpania         | Euskaltel-Euskadi          | + 51' 46"    |
| 12.  | Tony Gallopin          | Francja           | RadioShack-Leopard         | + 53' 29"    |
| 13.  | Alexandre Geniez       | Francja           | FDJ.fr                     | + 56' 48"    |
| 14.  | Peter Kennaugh         | Wielka Brytania   | Sky Procycling             | + 1h 09' 10" |
| 15.  | Rudy Molard            | Francja           | Cofidis, Solutions Crédits | + 1h 14' 32" |

### Klasyfikacja drużynowa
| Msc. | Zespół                  | Państwo           | Czas         |
| ---- | ----------------------- | ----------------- | ------------ |
|      | Team Saxo-Tinkoff       | Dania             | 152h 22' 21" |
| 2.   | Belkin Pro Cycling      | Holandia          | + 2' 32"     |
| 3.   | Ag2r-La Mondiale        | Francja           | + 10' 37"    |
| 4.   | RadioShack-Leopard      | Luksemburg        | + 14' 47"    |
| 5.   | Movistar Team           | Hiszpania         | + 16' 14"    |
| 6.   | Katusha Team            | Rosja             | + 22' 09"    |
| 7.   | BMC Racing Team         | Stany Zjednoczone | + 31' 42"    |
| 8.   | Garmin-Sharp            | Stany Zjednoczone | + 32' 17"    |
| 9.   | Omega Pharma-Quick Step | Belgia            | + 39' 41"    |
| 10.  | Euskaltel-Euskadi       | Hiszpania         | + 44' 24"    |